# Eupithecia schiefereri
Eupithecia schiefereri är en fjärilsart som beskrevs av Bohatsch 1893. Eupithecia schiefereri ingår i släktet Eupithecia och familjen mätare. Inga underarter finns listade i Catalogue of Life.